# Alan Kasaev
Alan Taimurazovich Kasaev - em russo, Алан Таймуразович Касаев - (Vladikavkaz, 8 de abril de 1986) é um futebolista russo que atua como meia. Atualmente, joga pelo Baltika. 

## Títulos

### Rubin Kazan
- Campeonato Russo (1): 2009
- Copa da Rússia (1): 2011-12
- Super Copa da Rússia (2): 2010, 2012

### Lokomotiv Moscow
- Campeonato Russo: 2017–18
- Copa da Rússia: 2014–15, 2016–17